# Blytheville
Blytheville és una ciutat i una de les dues seus del comtat de Mississipi (Arkansas) dels Estats Units d'Amèrica.

## Demografia
Segons el cens del 2000 Blytheville tenia 18.272 habitants, 7.001 habitatges, i 4.746 famílies. La densitat de població era de 342,6 habitants/km².
Dels 7.001 habitatges en un 33,3% hi vivien nens de menys de 18 anys, en un 42,3% hi vivien parelles casades, en un 20,9% dones solteres, i en un 32,2% no eren unitats familiars. En el 28,1% dels habitatges hi vivien persones soles l'11,9% de les quals corresponia a persones de 65 anys o més que vivien soles. El nombre mitjà de persones vivint en cada habitatge era de 2,57 i el nombre mitjà de persones que vivien en cada família era de 3,16.
Per edats la població es repartia de la següent manera: un 29,9% tenia menys de 18 anys, un 10,4% entre 18 i 24, un 26% entre 25 i 44, un 19,6% de 45 a 60 i un 14,1% 65 anys o més.
L'edat mitjana era de 33 anys. Per cada 100 dones de 18 o més anys hi havia 81,3 homes.
La renda mitjana per habitatge era de 26.683 $ i la renda mitjana per família de 32.816 $. Els homes tenien una renda mitjana de 30.889 $ mentre que les dones 20.710 $. La renda per capita de la població era de 14.426 $. Entorn del 23,3% de les famílies i el 28,6% de la població estaven per davall del llindar de pobresa.

## Poblacions properes
El següent diagrama mostra les poblacions més properes.